# Matadero (documental)
Matadero es un documental sobre la matanza de animales para consumo humano. Las imágenes son fruto de una investigación realizada por el proyecto de fotoperiodismo Tras los Muros entre 2015 y 2017. Las imágenes se tomaron haciéndose valer de una identidad falsa. El proyecto se ha podido realizar a partir del apoyo y financiación de cientos de  personas anónimas.
Las imágenes fueron tomadas en 58  mataderos ubicados en diez estados de México, aunque los hechos filmados son comunes a mataderos de todas partes del mundo (incluidos países que, como México, poseen regulaciones de bienestar animal). Con ellas se documenta el sufrimiento que la industria cárnica inflige a los animales. En palabras de su autor:

El trabajo tiene como objetivo hacer visible la explotación y violencia sistemática que padecen los animales en mataderos, la cual es mantenida oculta de forma deliberada por la industria cárnica. Con esta investigación se aporta información relevante al actual debate social y político antiespecista promovido por el movimiento de derechos animales que exige la abolición de toda explotación animal. [...] El objeto de esta investigación no es la denuncia específica de los métodos de aturdimiento y matanza, sino la de la propia explotación y utilización de los animales en sí misma. Es importante tener claro, para comprender la denuncia contenida en esta investigación, que las leyes de bienestar animal son incompatibles con los derechos de los animales.

La serie de imágenes que pertenecen a este proyecto han sido galardonadas con el premio  Pictures of the Year International en la categoría Science and Natural History.